# Diadegma operculellae
Diadegma operculellae är en stekelart som beskrevs av Horstmann 1993. Diadegma operculellae ingår i släktet Diadegma och familjen brokparasitsteklar. Inga underarter finns listade i Catalogue of Life.